# Jeholopter
Jeholopter – mały pterozaur z rodziny Anurognatów (Anurognathidae).
Mógł żyć w jurze lub we wczesnej kredzie na terenie Chin.